# Vasiliki Thanou
Vasiliki Thanou (grekiska: Βασιλική Θάνου), född 17 november 2008, är en grekisk konstsimmare.

## Karriär
Vid ungdoms-VM 2023 i Aten tog Thanou guld tillsammans med Estella Karamanidou i det fria parprogrammet samt var en del av Greklands lag som tog silver i fri kombination.
Vid EM 2024 i Belgrad var Thanou en del av Greklands lag som tog guld i det fria lagprogrammet samt silver i både det tekniska lagprogrammet och det akrobatiska lagprogrammet. Vid junior-EM 2024 i Cottonera tog hon totalt fem medaljer. Thanou tog tillsammans med Sofia Rigakou silver i det fria parprogrammet och brons i det tekniska parprogrammet. Hon var även en del av Greklands lag som tog silver i både det tekniska lagprogrammet och det akrobatiska lagprogrammet samt brons i det fria lagprogrammet.